# Пежо тип 139
Пежо тип 139 (фр. Peugeot Type 139) је моторно возило произведено између 1911. и 1913. године од стране француског произвођача аутомобила Пежо у њиховој фабрици у Лилу. У том раздобљу је укупно произведено 511 јединица.
Возило покреће четвороцилиндрични четворотактни мотор који је постављен напред, а преко кардана је пренет погон на задње точкове. Његова максимална снага била је 16 КС и запремине 3.817 cm³.
Тип 139 је произведен у две варијанте 139 и 139 А са међуосовинским растојањм од 316,5 цм, дужина возила 450 цм, ширина возила 165 цм, а размак точкова 140 цм. Облик каросерије је купе и торпедо и има места за четири до пет особа.

## Галерија
- Пежо тип 139